# Have a Nice Life
Have a Nice Life (с англ. — «Приятной жизни») — американская рок-группа, основанная в Мидлтауне, штат Коннектикут, в 2000 году Дэном Барреттом и Тимом Макугой.
Дуэт наиболее известен своим дебютным альбомом Deathconsciousness 2008 года, который после выхода не привлёк особого внимания профессиональных музыкальных изданий, но стал «культовой классикой» благодаря распространению в онлайн-сообществах. В 2017 году Have a Nice Life начали регулярно выступать в полном составе, а их третий альбом Sea of Worry стал первым релизом, в записи которого участвовали все участники группы.

## История
Группа Have a Nice Life была основана в 2000 году Дэном Барреттом и Тимом Макугой из штата Коннектикут. Ранние демозаписи группы имели звучание, похожие на музыку в стиле новой волны и готик-рока в духе The Sisters of Mercy. Сначала Барретт и Макуга играли на акустической гитаре и сами распространяли свои домашние записи на Myspace.
Группа записала свой дебютный альбом Deathconsciousness с бюджетом менее 1000$, при этом были утеряны оригинальные мастер-файлы с записями. Первоначально, после выхода в 2008 году, альбом не получил большого признания, но приобрёл популярность благодаря обсуждениям в онлайн-сообществах и сарафанному радио. С тех пор группа обрела статус культовой у аудитории в результате популярности Deathconsciousness в Интернете.
Вслед за этим группа выпустила EP Play Time of Land, который был доступен для бесплатного скачивания в 2010 году.
27 января 2014 года Have a Nice Life выпустили свой второй студийный альбом The Unnatural World. По данным Metacritic, альбом получил в целом положительные отзывы.
В 2017 году группа Have a Nice Life выступила вместе с The Chameleons на фестивале Strange Day в Олимпии, штат Вашингтон. Барретт и Макуга пригласили Майка Кэмерона, Иэна Густафсона и Рич Отеро присоединиться для живого выступления группы. Группа провела несколько разогревочных концертов перед фестивалем и завершила год аншлаговым выступлением в Brooklyn Bazaar в Нью-Йорке.
Группа выступила с двумя сетами на голландском фестивале Roadburn в 2019 году, в том числе с полноценным исполнением Deathconsciousness. 8 ноября 2019 года Have a Nice Life выпустили свой третий студийный альбом Sea of Worry — первый альбом с полноценным составом группы.
Have a Nice Life неожиданно выступили с секретным сетом на фестивале Roadburn в 2023 году, за день до того, как группа должна была выступить под именем Giles Corey. Группа Have a Nice Life также выступила в клубе Sick New World в Лас-Вегасе 27 апреля 2024 года.
В апреле 2024 года группа Have a Nice Life выпустила кавер на песню Low «When I Go Deaf» в память о Мими Паркер. Песня вошла в альбом Your Voice Is Not Enough, посвящённый Low и выпущенный лейблом The Flenser. В октябре 2024 года группа Have a Nice Life приняла участие в записи песни «Car Wreck» группы Bear Hands. До создания Have a Nice Life Барретт был коллегой басиста Bear Hands Вэла Лопера по группе In Pieces.
Помимо музыки, Барретт руководит агентством по маркетингу в сфере недвижимости, а Макуга — учитель английского языка и истории в средней школе.

## Вдохновение
В качестве источников вдохновения для своей музыки Have a Nice Life упоминали такие группы, как My Bloody Valentine, Joy Division, New Order, Earth, Sunn O))), Xasthur, Lurker of Chalice, Nine Inch Nails, Swans, The Sisters of Mercy, Kraftwerk, а также философию Фридриха Ницше. Барретт сказал, что дуэт черпает в дохновение в играх Dungeons & Dragons, Magic: The Gathering и романе 2000 года «Дом листьев» Марка З. Данилевского.

## Состав группы
- Дэн Барретт — вокал (2000 — наши дни)
- Тим Макуга — гитара (2000 — наши дни)
- Майк Кэмерон — бас-гитара (2017 — наши дни)
- Рич Отеро — барабаны (2017 — наши дни)

## Дискография

### Студийные альбом
- Deathconsciousness (2008 г.)
- The Unnatural World (2014 г.)
- Sea of Worry (2019 г.)[19]

### Сборник альбомов
- Voids (2009 г.)

### Мини-альбомы
- Time of Land (2010 г.)

### Концертный альбом
- Live at The Stone NYC (2010 г.)